# Enomotarcha metaphaea
Enomotarcha metaphaea är en fjärilsart som beskrevs av Sergius G. Kiriakoff 1979. Enomotarcha metaphaea ingår i släktet Enomotarcha och familjen tandspinnare. Inga underarter finns listade i Catalogue of Life.